# Atletisme als Jocs Olímpics d'Estiu de 2024 - Salt d'alçada masculí
La prova de Salt d'alçada masculina d'Atletisme als Jocs Olímpics de París 2024 serà la 30a edició de l'esdeveniment en unes Olimpíades. La prova es disputarà entre el 7 i el 10 d'agost del 2024 a l'Stade de France de París.
El qatarià Mutaz Essa Barshim i l'italià Gianmarco Tamberi són els vigents campions de la disciplina olímpica, després de guanyar la medalla d'or als Jocs Olímpics de Tòquio 2020. La medalla de bronze la va aconseguir el belarús Maksim Nedasekau.
L'equip dels Estats Units és, amb molta diferència, la selecció més guardonada, amb 14 medalles d'or, 12 medalles de plata i 12 medalles de bronze, en les 29 edicions que l'esdeveniment ha estat present als Jocs Olímpics. El qatarià Mutaz Essa Barshim, amb 1 medalla d'or i 2 medalles de plata, és l'atleta més guardonat en tota la història de la competició.

## Format
La prova del salt d'alçada consisteix en superar el llistó que indica una certa alçada, impulsant-se amb un sol peu. L'atleta és eliminat de la prova quan no aconsegueix sobrepassar l'alçada després de 3 intents. La competició començarà amb tots els atletes classificats, competint en 2 grups diferents. Com a mínim 12 atletes passaran a la final. Si aconsegueixen superar l'alçada de referència passaran directament a la final i si no ho fan, han de quedar entres les 12 posicions més elevades dels dos grups en general. A la final, els 3 atletes que aconsegueixin superar més alçada, guanyaran les medalles.

## Classificació
Hi ha dues maneres de classificar-se per la prova olímpica. La forma principal és superant la marca estàndard de classificació (que per aquesta edició es troba en els 2,33 metres), en qualsevol prova organitzada o supervisada per la Federació Internacional d'Atletisme, entre l'1 de juliol de 2023 i el 30 de juny de 2024. Depenent dels llocs que sobrin es podran classificar els atletes que no hagin aconseguit aquesta marca mitjançant les places universals i el rànquing atlètic i fent prevaler la diversitat geogràfica. S'ha de tenir en compte que només es podran classificar un màxim de 3 atletes per país i en cas que sigui superior, cada federació haurà d'escollir els 3 saltadors que consideri per participar en les Olimpíades.
| Mètode de classificació | Places | País          | Atleta classificat |
| ----------------------- | ------ | ------------- | ------------------ |
| Marca estàndard - 2.33m | 2      | Estats Units  | JuVaughn Harrison  |
| Marca estàndard - 2.33m | 2      | Estats Units  | Shelby McEwen      |
| Marca estàndard - 2.33m | 1      | Alemanya      | Tobias Potye       |
| Marca estàndard - 2.33m | 1      | Cuba          | Luis Zayas         |
| Marca estàndard - 2.33m | 1      | Itàlia        | Gianmarco Tamberi  |
| Marca estàndard - 2.33m | 1      | Nova Zelanda  | Hamish Kerr        |
| Marca estàndard - 2.33m | 1      | Polònia       | Norbert Kobielski  |
| Marca estàndard - 2.33m | 1      | Qatar         | Mutaz Essa Barshim |
| Marca estàndard - 2.33m | 1      | Corea del Sud | Woo Sang-hyeok     |
| Rànquing atlètic        | 1      |               |                    |
| Places universals       | 1      |               |                    |

## Medaller històric
| Posició | País                | Or | Argent | Bronze | Total |
| ------- | ------------------- | -- | ------ | ------ | ----- |
| 1       | Estats Units        | 14 | 12     | 12     | 37    |
| 2       | URSS                | 4  | 1      | 3      | 8     |
| 3       | Canadà              | 2  | 2      | 0      | 4     |
| 4       | Rússia              | 2  | 0      | 1      | 3     |
| 5       | Suècia              | 1  | 2      | 2      | 5     |
| 6       | Polònia             | 1  | 2      | 1      | 4     |
| 7       | Qatar               | 1  | 2      | 0      | 3     |
| 8       | Alemanya de l'Est   | 1  | 1      | 1      | 3     |
| 8       | Austràlia           | 1  | 1      | 1      | 3     |
| 10      | Cuba                | 1  | 1      | 0      | 2     |
| 11      | Alemanya Occidental | 1  | 0      | 0      | 1     |
| 11      | Itàlia              | 1  | 0      | 0      | 1     |
| 13      | Regne Unit          | 0  | 4      | 1      | 5     |
| 14      | França              | 0  | 1      | 2      | 3     |
| 15      | Alemanya            | 0  | 1      | 1      | 2     |
| 15      | Hongria             | 0  | 1      | 1      | 2     |
| 17      | Noruega             | 0  | 1      | 0      | 1     |
| 18      | Belarús             | 0  | 0      | 1      | 1     |
| 18      | Ucraïna             | 0  | 0      | 1      | 1     |
| 18      | Txèquia             | 0  | 0      | 1      | 1     |
| 18      | Algèria             | 0  | 0      | 1      | 1     |
| 18      | Xina                | 0  | 0      | 1      | 1     |
| 18      | Brasil              | 0  | 0      | 1      | 1     |
| 18      | Filipines           | 0  | 0      | 1      | 1     |